# 米德爾克里克鎮區 (北卡羅萊納州韋克縣)
米德爾克里克鎮區（英語：Middle Creek Township）是位於美國北卡羅萊納州韋克縣的一個鎮區。

## 地方資料
米德爾克里克鎮區的面積為157.50平方千米，當中陸地面積為156.69平方千米，而水域面積為0.81平方千米。根據2020年美國人口普查的數據，當地共有人口61181人，而人口密度為每平方千米388.45人。